# Radio Radicale
Radio Radicale est une radio généraliste, à diffusion nationale, liée aux Radicaux italiens, mais qui est reconnue par le gouvernement italien comme une radio d'intérêt général, notamment dans le domaine politique.
Elle a été lancée en 1976 et émet depuis Rome.

## Share Radio Radicale
- 59.989 Radio Radicale

## 59.989 Radio Radicale
- 59.989RadioRadicale

## Journalistes et anciens journalistes
- Antonio Russo (1960-2000), mort assassiné près de Tbilissi alors qu'il était en reportage pour Radio Radicale.